# Roman Ingarden
Roman Ingarden (5. února 1893 Krakov – 14. června 1970 Krakov) byl polský fenomenologicky orientovaný filosof, estetik a literární teoretik, žák německého filozofa Edmunda Husserla.

## Život
Ingarden studoval matematiku a filosofii ve Lvově u Kazimierze Twardovského a od roku 1912 u Edmunda Husserla v Göttingenu, později ve Freiburgu, kde roku 1918 promoval. V Polsku učil na gymnáziích a roku 1924 se ve Lvově habilitoval. V letech 1925 – 1944 přednášel na univerzitě ve Lvově (od roku 1933 jako profesor), po válce v letech 1945 – 1950 na Jagellonské univerzitě v Krakově. Roku 1949 byl zcela nesmyslně obviněn z „idealismu“ a z univerzity musel odejít. Přednášel a pracoval v soukromí a teprve v letech 1956 – 1963 se mohl na univerzitu vrátit. Ingarden měl četné styky v zahraničí, byl členem Polské akademie věd a řady dalších společností.

## Myšlení a dílo
Ingardenovo myšlení zůstalo vždy blízké Husserlovi, s nímž také udržoval velmi přátelské styky. Odmítal a kritizoval však jeho sklon k platónismu a byl naopak filosofickým realistou. Věnoval se Henrimu Bergsonovi a v předválečném období hlavně filosofii literatury a estetice. Tyto jeho německy psané spisy také vzbudily ohlas v zahraničí.
Naproti tomu jeho poválečné dílo, psané polsky a věnované hlavně ontologii a epistemologii, zejména jeho opus magnum, Spór o istnienie świata (Spor o existenci světa) (1947 a 1948) bylo přeloženo teprve později. Poslední část tohoto spisu, O kauzální struktuře reálného světa, napsal opět německy. Vyšla až posmrtně roku 1974.
Kromě toho psal Ingarden i o teorii a filosofii malířství a hudby a ke konci života vydal velké dílo o odpovědnosti (Über die Verantwortung. Ihre ontischen Fundamente. 1970). U nás se Ingardenovým dílem zabýval Jan Patočka.
Jeho žákyní byla např. americká filozofka polského původu Anna-Teresa Tymieniecka.